# (6249) Дженнифер
(6249) Дженнифер (лат. Jennifer) — медленно вращающийся астероид, относящийся к группе астероидов пересекающих орбиту Марса. Он был открыт 7 мая 1991 года американским астрономом Элеанор Хелин в Паломарской обсерватории и назван в честь американской актрисы Jennifer Jones Simon.
- Орбита астероида Дженнифер и его положение в Солнечной системе